# Coma de Remers
La Coma de Remers és una muntanya de 295 metres que es troba entre els municipis de Cantallops i de Sant Climent Sescebes, a la comarca catalana de l'Alt Empordà.